# Amt Demmin-Land
L'Amt Demmin-Land est un Amt de l'arrondissement du Plateau des lacs mecklembourgeois dans le land de Mecklembourg-Poméranie-Occidentale, dans le Nord de l'Allemagne.

## Communes
1. Beggerow
2. Borrentin
3. Hohenbollentin
4. Hohenmocker
5. Kentzlin
6. Kletzin
7. Lindenberg
8. Meesiger
9. Nossendorf
10. Sarow
11. Schönfeld
12. Siedenbrünzow
13. Sommersdorf
14. Utzedel
15. Verchen
16. Warrenzin